# Leucáspidas
Los leucáspidas (en griego: Λευκάσπιδες "escudos blancos"), estaban compuestos probablemente por uno de los dos cuerpos de la falange macedonia antigónida en el período helenístico, con los calcáspidas ("Escudos de Bronce") que formaban el otro.
Los leucáspidas fueron utilizados sobre todo por Antígono Dosón en su campaña contra Cleómenes III de Esparta en 220 a. C. (Plutarco, Cleómenes. 23,11), y los escudos de los leucáspidas se mencionan como botín de guerra tras la batalla de Pidna en 168 a. C. (Diodoro Sículo, 31.10).